# Osman Chávez
Osman Danilo Chávez Güity (Santa Fé, 1984. július 29. –) hondurasi válogatott labdarúgó, jelenleg kölcsönben a Qingdao Jonoon játékosa. Posztját tekintve hátvéd.

## Sikerei, díjai
Wisła Kraków
- Lengyel bajnok (1): 2010–11